# Давид Томасбергер
Давид Томасбергер (Лајпциг, 9. јануар 1996) немачки је пливач чија специјалност су трке делфин стилом на 200 метара. Вишеструки је првак Немачке у трци на 200 делфин. 

## Спортска каријера
Томасбергер је дебитовао на међународној сцени 2018. на такмичењима светског купа у Ајндховену и Будимпешти. У априлу 2019. на пливачком митингу у Ајндховену успео је да исплива квалификационо време за светско првенство на ком је дебитовао три месеца касније у корејском Квангџуу. 
У Кореји је Тоамсбергер наступио у трци на 200 делфин коју је окончао на 20. месту у квалификацијама и није успео да се пласира у полуфинале. 